# Amparo (São Paulo)
Amparo é um município brasileiro do estado de São Paulo. Sua população estimada pelo IBGE em 2024 era de 69.717 habitantes. O município é formado pela sede e pelos distritos de Arcadas e Três Pontes.

## Estância hidromineral
Amparo é um dos 11 municípios paulistas considerados estâncias hidrominerais pelo Estado de São Paulo, por cumprirem determinados pré-requisitos definidos por Lei Estadual. Tal status garante a esses municípios uma verba maior por parte do Estado para a promoção do turismo regional. Também, o município adquire o direito de agregar junto a seu nome o título de Estância Hidromineral, termo pelo qual passa a ser designado tanto pelo expediente municipal oficial quanto pelas referências estaduais.

## História
No início do século XIX, famílias de Atibaia, Bragança e Nazaré fixaram-se num bairro chamado Camandocaia, na região do Sertão de Bragança, possivelmente atraídos pela fertilidade das terras da região.

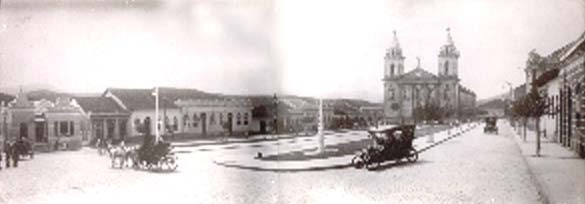
Foto de 1910 da Igreja Matriz, cuja construção foi iniciada em 1855.

Por volta de 1824, os moradores do retiro, com autorização do vigário capitular, constroem uma capela dedicada a Nossa Senhora do Amparo, que acabaria por dar nome à cidade.

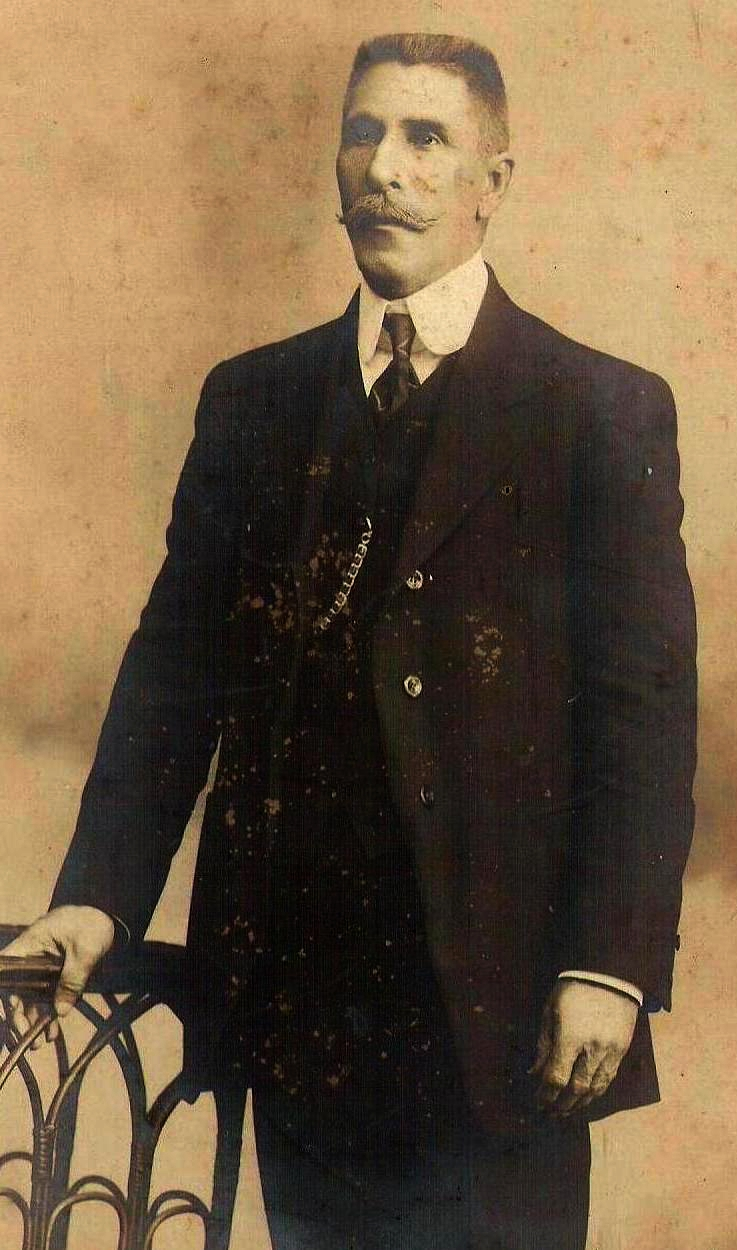
Intendente Capitão Damásio Pires Pimentel - *1853 +1926

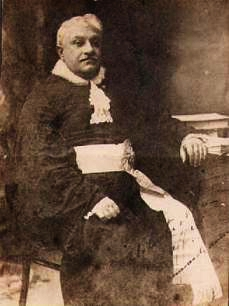
Magistrado Dr. Flávio Augusto de Oliveira Queiroz -*1865 +1933 (Foto da tela existente na Sala do Juri do Forum de Amparo - SP)

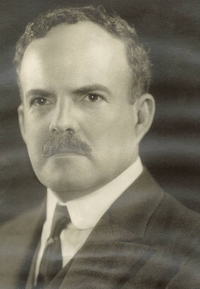
Artur Piqueroby de Aguiar Whitaker, autor da alcunha Flor da Montanha (1929).

Em 8 de abril de 1829, o bairro da capela de Nossa Senhora do Amparo ganha a condição de capela curada, data que é oficialmente considerada a fundação de Amparo. Com o crescimento dos anos seguintes, o aglomerado é elevado a condição de freguesia (1839).
1850 marca o início das lavouras de café, ciclo que impulsionaria a elevação da vila Nossa Senhora do Amparo à categoria de cidade em 1863.
No período de 1870 a 1875, Antônio Pedro e José Pedro de Godoy Moreira (irmãos de João Pedro de Godoy Moreira - fundador de Pedreira/SP - e tios maternos do Intendente Damásio Pires Pimentel), foram os primeiros eleitores de Amparo já que no "antigo regime" havia o sistema de eleições indiretas e uns tantos contribuintes ou votantes davam direito à nomeação de um eleitor, que os representava no colégio eleitoral, nas eleições provinciais e gerais.
Por lei provincial promulgada em 1873 foi criada a Comarca de Amparo, com os termos reunidos de Socorro e Serra Negra.
Quando da sagração da Igreja Matriz no ano de 1878, foi entronizada a imagem de Nossa Senhora do Amparo, trazida da cidade portuguesa do Porto sob o patronato da Baronesa de Campinas, Da. Anna Cintra.
Nas décadas seguintes, a cidade prosperou com o café, ganhou serviço de correios, inaugurou um jornal ("Tribuna Amparense"), iluminação com lampiões a querosene e a Companhia Mogiana de Estradas de Ferro, para escoar sua crescente produção de cafeeira rumo ao porto de Santos.
Em 1878, Amparo recebe a visita de Dom Pedro II, que é hospedado pelo Barão de Campinas, cidade já considerada a maior produtora de café do Brasil Império.
Aos 8 de setembro de 1885 era inaugurado o Clube 8 de Setembro tradicional clube sócio cultural da cidade. O Dr. Bernardino de Campos, um de seus fundadores, foi eleito o seu 1º presidente.
Na gestão (de 1897 a 1899), do intendente capitão Damásio Pires Pimentel, foi inaugurada em 8 de maio de 1898 a iluminação elétrica da cidade. Pela lei nº 2886 de 3 de abril de 2003, a prefeitura de Amparo, homenageando-o, deu o seu nome a um logradouro da cidade: a rua Intendente Damásio Pires Pimentel.
Na 2ª quinzena de 1902, assume a direção da Comarca o Juiz de direito Dr. Flavio Augusto de Oliveira Queirós sendo ele o magistrado a permanecer por mais tempo na judicatura amparense - cerca de 20 anos. O Dr. Flavio, também, foi presidente do Clube 8 de Setembro nos anos 1904 - 1914 a 1915 – 1919 a 1921. Casou-se nessa cidade em 26 de março de 1904 com Julieta Goulart Penteado Pimentel (Yaya), filha do intendente Damásio Pires Pimentel.
Durante os anos 20, a então Igreja Matriz, agora Catedral Nossa Senhora do Amparo, consoante projeto do engenheiro civil amparense Amador Cintra do Prado, neto do Barão de Campinas, é radicalmente reformada, tendo suas paredes reforçadas e suas torres finalizadas.
Tal projeção manteve-se até a segunda década do século XX, quando então a grave crise do café (1929) trouxe crise e estagnação econômica à cidade. E foi neste mesmo ano que o secretário de Justiça do Estado de São Paulo, Artur Piqueroby de Aguiar Whitaker, em discurso, designou a cidade como a "Flor da Montanha".
Em 1932, Amparo foi um dos importantes palcos da Revolução Constitucionalista.
Somente a partir de 1940, a estagnação econômica provocada pela crise do café começou a se reverter, com o surgimento, ainda tímido, da atividade industrial.

## Geografia
Localiza-se a uma latitude 22º42'04" sul e a uma longitude 46º45'52" oeste, estando a uma altitude de 674 metros. Possui uma área de 446 km².

### Hidrografia
- Rio Camanducaia
- Rio Jaguari

### Clima
| Dados climatológicos para Amparo, São Paulo - Brasil | Dados climatológicos para Amparo, São Paulo - Brasil | Dados climatológicos para Amparo, São Paulo - Brasil | Dados climatológicos para Amparo, São Paulo - Brasil | Dados climatológicos para Amparo, São Paulo - Brasil | Dados climatológicos para Amparo, São Paulo - Brasil | Dados climatológicos para Amparo, São Paulo - Brasil | Dados climatológicos para Amparo, São Paulo - Brasil | Dados climatológicos para Amparo, São Paulo - Brasil | Dados climatológicos para Amparo, São Paulo - Brasil | Dados climatológicos para Amparo, São Paulo - Brasil | Dados climatológicos para Amparo, São Paulo - Brasil | Dados climatológicos para Amparo, São Paulo - Brasil | Dados climatológicos para Amparo, São Paulo - Brasil |
| Mês                                                  | Jan                                                  | Fev                                                  | Mar                                                  | Abr                                                  | Mai                                                  | Jun                                                  | Jul                                                  | Ago                                                  | Set                                                  | Out                                                  | Nov                                                  | Dez                                                  | Ano                                                  |
| ---------------------------------------------------- | ---------------------------------------------------- | ---------------------------------------------------- | ---------------------------------------------------- | ---------------------------------------------------- | ---------------------------------------------------- | ---------------------------------------------------- | ---------------------------------------------------- | ---------------------------------------------------- | ---------------------------------------------------- | ---------------------------------------------------- | ---------------------------------------------------- | ---------------------------------------------------- | ---------------------------------------------------- |
| Temperatura máxima média (°C)                        | 29,3                                                 | 29,3                                                 | 29                                                   | 27,3                                                 | 25,3                                                 | 24,2                                                 | 24,4                                                 | 26,5                                                 | 27,5                                                 | 28                                                   | 28,5                                                 | 28,5                                                 | 27,3                                                 |
| Temperatura mínima média (°C)                        | 18,1                                                 | 18,3                                                 | 17,6                                                 | 14,9                                                 | 12,2                                                 | 10,7                                                 | 10,2                                                 | 11,5                                                 | 13,5                                                 | 15,2                                                 | 16,1                                                 | 17,4                                                 | 14,6                                                 |
| Precipitação (mm)                                    | 249,1                                                | 199                                                  | 162,9                                                | 78                                                   | 62,1                                                 | 45,3                                                 | 28,4                                                 | 31,8                                                 | 68,2                                                 | 121,9                                                | 149,2                                                | 232,4                                                | 1 428,3                                              |
| Fonte:                                               |                                                      |                                                      |                                                      |                                                      |                                                      |                                                      |                                                      |                                                      |                                                      |                                                      |                                                      |                                                      |                                                      |

Amparo possui clima tropical de altitude, (classificação climática de Köppen-Geiger Cwa) com temperaturas amenas (Temperatura Média Anual de 21 °C), verões chuvosos e invernos secos.

### Rodovias
- SP-95
- SP-352
- SP-360
- SP-105
- SP-107

## Demografia

### Dados demográficos
Censo de 2000
População total: 60 404
- Urbana: 43 357
- Rural: 17 047
  - Homens: 30 124
  - Mulheres: 30 280

Densidade demográfica (hab./km²): 135,43
Mortalidade infantil até 1 ano (por mil): 18,74
Expectativa de vida (anos): 69,76
Taxa de fecundidade (filhos por mulher): 1,85
Taxa de alfabetização: 92,91%
Índice de Desenvolvimento Humano (IDH-M): 0,806
- IDH-M Renda: 0,791
- IDH-M Longevidade: 0,746
- IDH-M Educação: 0,881

(Fonte: IPEADATA)

## Infraestrutura

### Comunicações
O sistema de telefones automáticos foi inaugurado na cidade em 1973 pela Telecomunicações de São Paulo (TELESP), que também implantou o sistema de discagem direta à distância (DDD) em 1977 com o código de área (0192). Anteriormente a cidade era atendida pela Companhia Telefônica Brasileira (CTB).
Na década de 90 o código DDD da cidade foi alterado para (019), para padronização do sistema telefônico com a telefonia celular que estava sendo implantada em todo o estado.

## Turismo

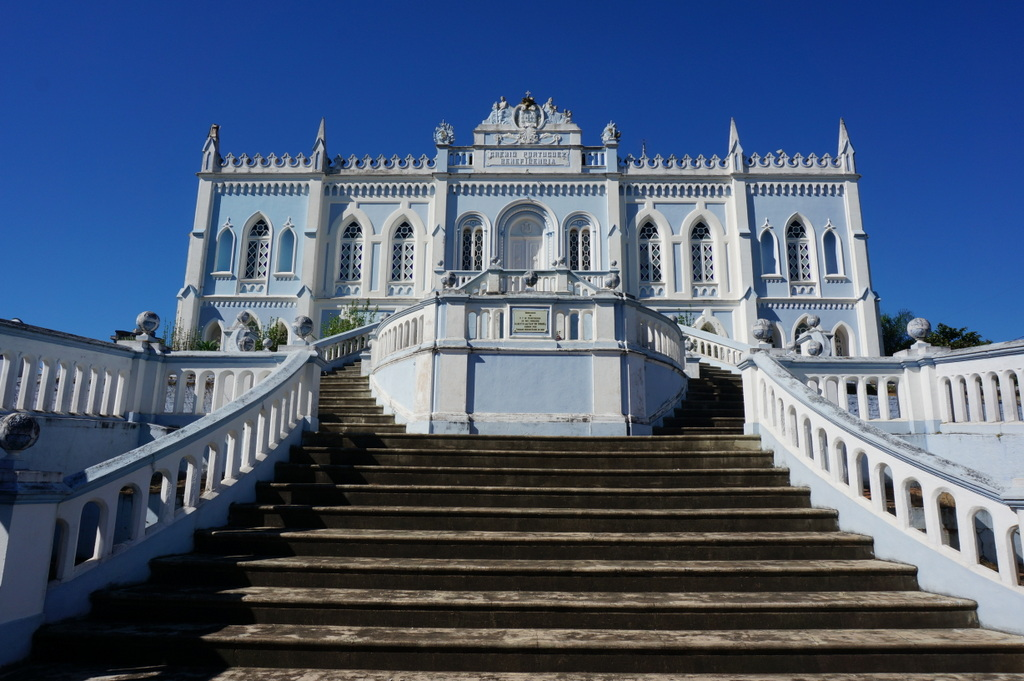
Hospital da Beneficência Portuguesa de Amparo, construção histórica datada de 1892.

Amparo é uma das seis Estâncias Hidrominerais do Circuito das Águas Paulista, terceiro principal destino turístico do Estado de São Paulo. Seu principal atrativo turístico provém de sua geologia (Estância Hidromineral), principalmente de suas águas, sejam elas de suas fontes de águas minerais, seja do principal manancial que corta o município, o rio Camanducaia. Amparo dispõe também de um importante Patrimônio Histórico, protegido pelo CONDEPHAAT (órgão responsável pela preservação no Estado de São Paulo) e por seu Plano Diretor, objeto de teses e livros e considerado um dos mais diversificados e bem preservados da segunda metade do século XIX (época da lavoura cafeeira). Além disso, o Carnaval de Amparo é referência na região, bem como seu Festival de Inverno.

### Parque Linear
O Parque Linear "Águas do Camanducaia" é um parque público localizado às margens do rio Camanducaia. Possui 3.100 metros de extensão, com jardins, ciclovia, pista de skate e bike, quadra de areia, fonte luminosa com água tratada (pode-se utilizar para banho), equipamentos de ginástica, parque infantil, quatro passagens para pedestres sobre o rio Camanducaia e pequenos quiosques de comércio.

### Praça Pádua Salles
A Praça Pádua Salles é uma importante praça da cidade de Amparo e está  localizada no centro da cidade, cercada por comércios, residências e monumentos religiosos. A praça é o local onde ocorre, anualmente, em julho, o Festival de Inverno de Amparo. Lá, também estão localizadas a antiga estação de trem de Amparo (1875-1967), que foi de exímia importância durante o ciclo do café e a Revolução Constitucionalista. A Praça Pádua Salles, atualmente, conta com uma pinacoteca aberta ao público.

## Pessoas ilustres
- Ver Biografias de amparenses notórios

## Religião
O Cristianismo se faz presente na cidade da seguinte forma:

### Igreja Católica
O município pertence à Diocese de Amparo.
- Nossa Senhora do Amparo – Matriz/Catedral – Centro
- Nossa Senhora do Rosário – Igreja: Largo do Rosário, 113 – Centro
- Nossa Senhora de Fátima – Capela: Rua Antônio Prado, 315 – Centro [22]

### Igrejas Protestantes
Amparo, segundo estimativa do IBGE, tem aproximadamente 6,5% da população pertencente a alguma igreja cristã protestante, entre elas:
- Assembleia de Deus Ministério do Belém.[23][24]
- Congregação Cristã no Brasil.[25]
- Igreja Presibiteriana Independente do Brasil.[26]

### Outras religiões

#### Espiritismo
Amparo possui 8 Centros Espíritas. Comemora o Dia Municipal do Espiritismo em 18 de abril, instituído pela Lei Nº 3917, de 25 de abril de 2017, assinada pelo Prefeito Luiz Oscar Vitale Jacob.

## Galeria de fotos

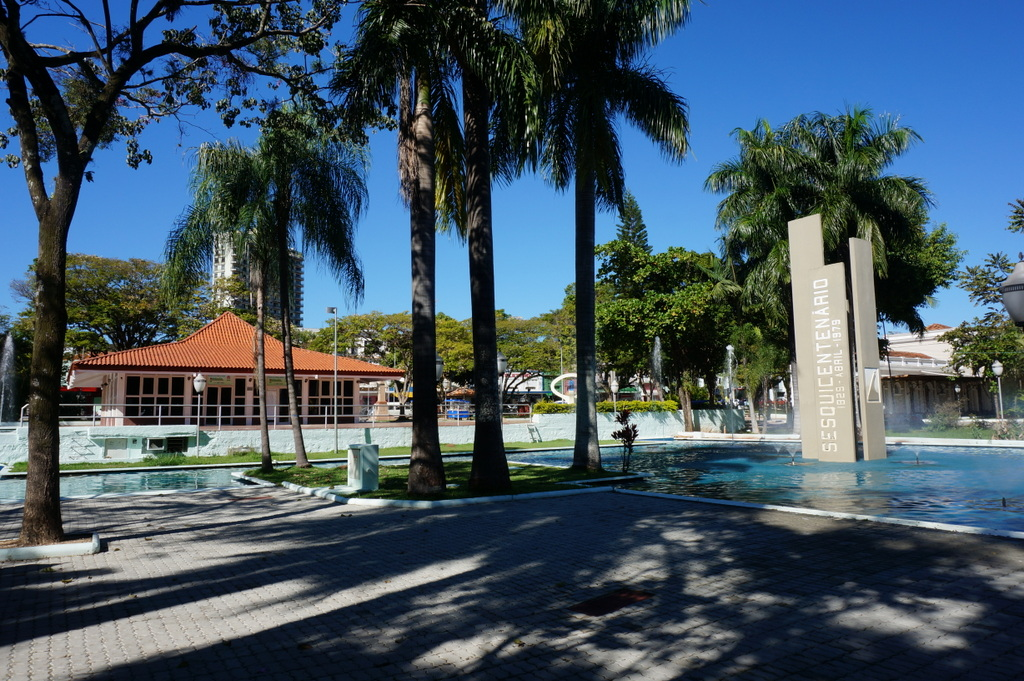
Largo da Estação
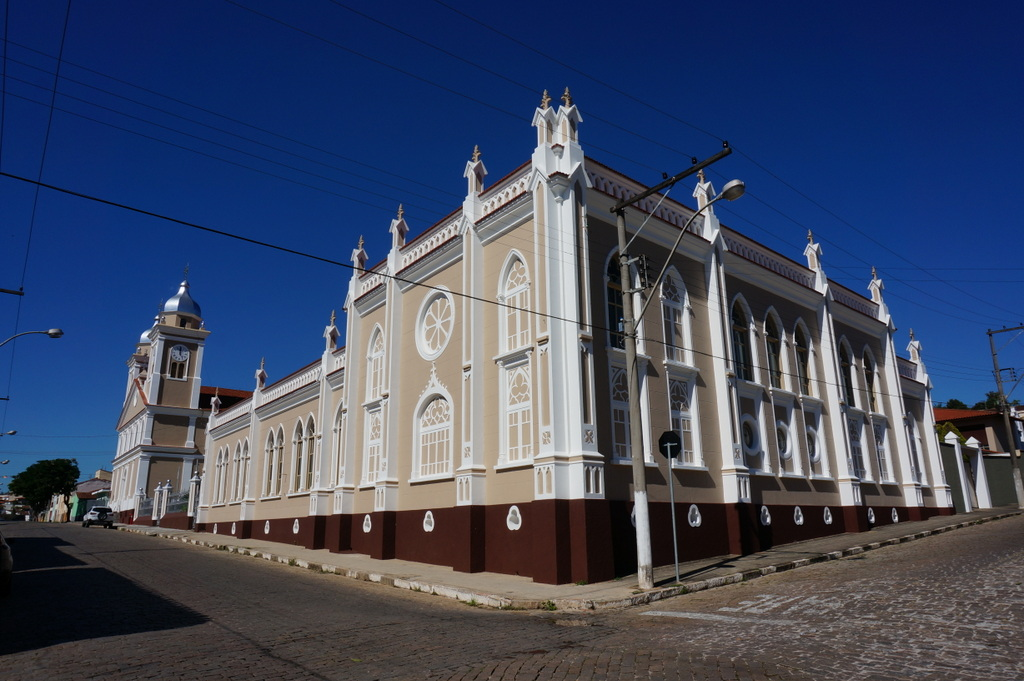
Mosteiro de São Benedito
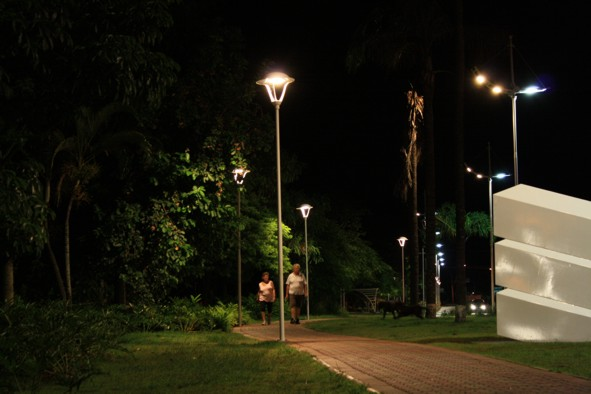
Parque Linear Águas do Camanducaia
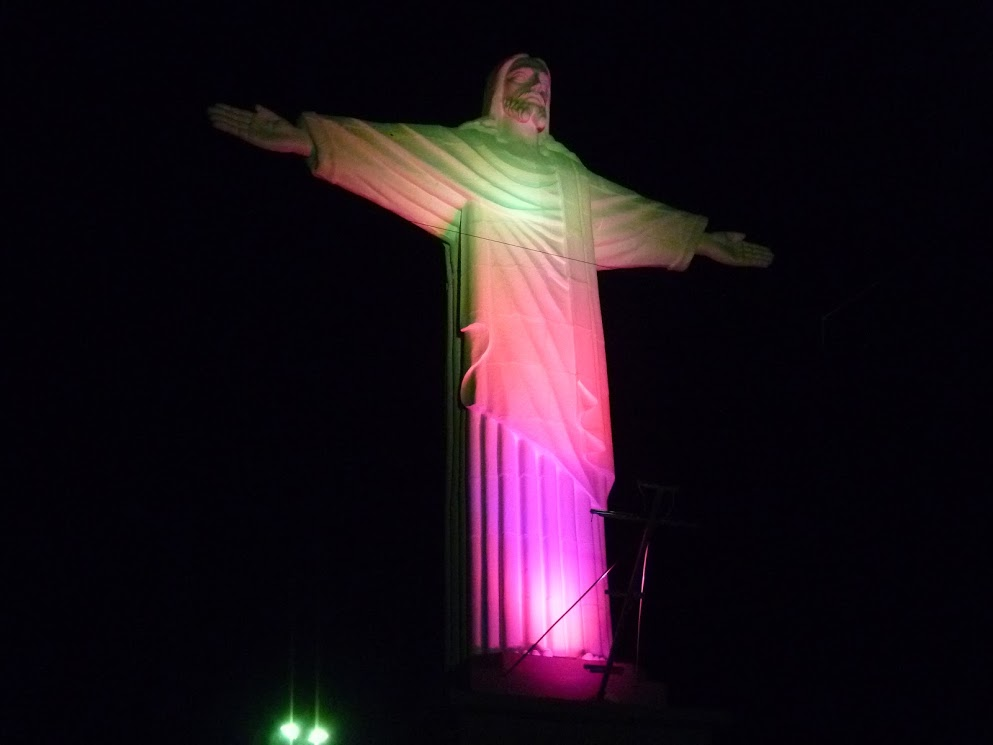
Cristo Redentor